# Maria Moeder van Hoop te Pontmain

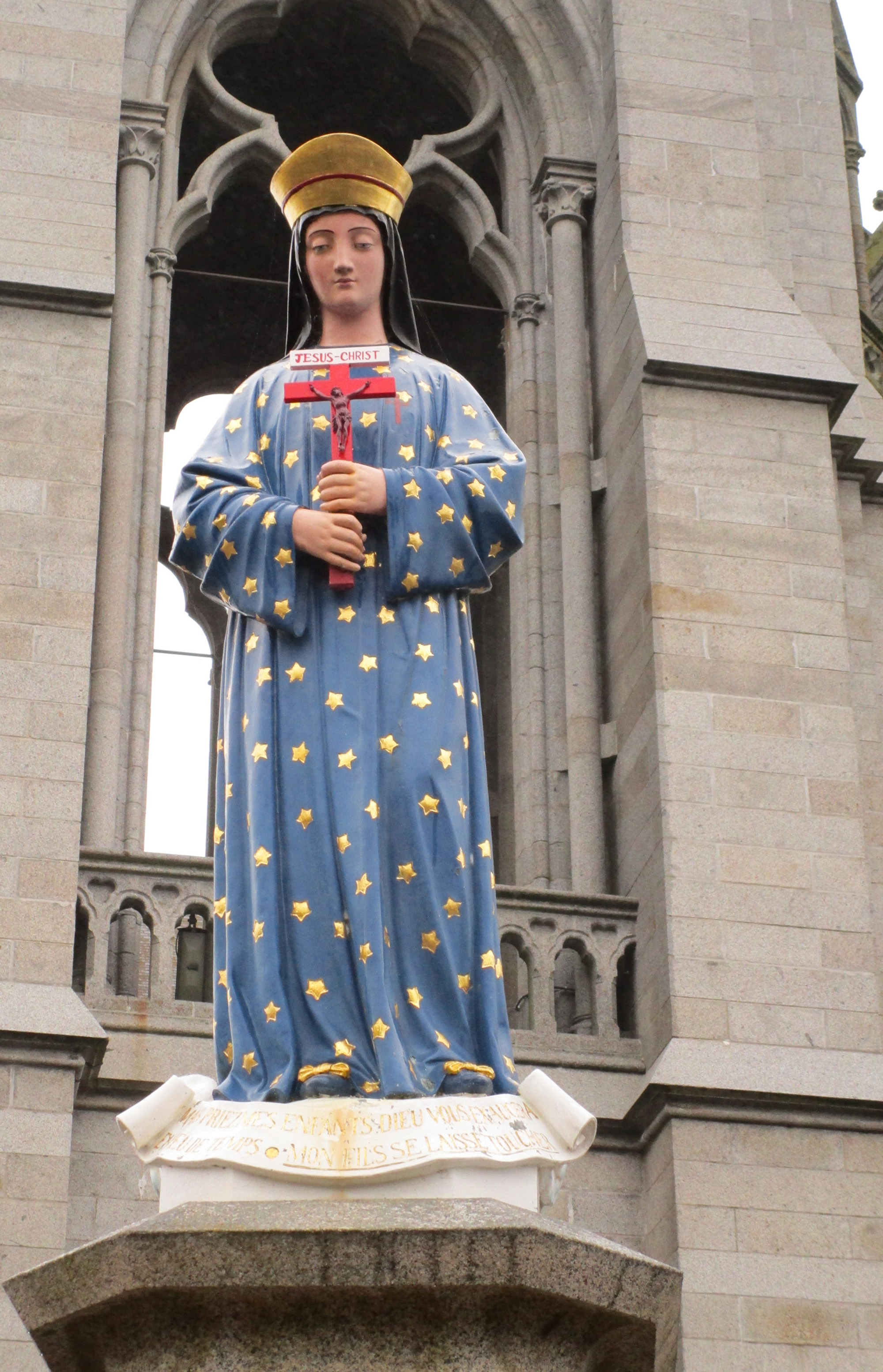
Maria Moeder van Hoop te Pontmain

Met Maria Moeder van Hoop te Pontmain wordt de verschijning van Maria aangeduid waarvan werd beweerd dat deze op 17 januari 1871 werd gezien door de twee broertjes Eugene en Joseph Barbedette (die allebei later priester van het bisdom Laval werden) en Françoise Richer en haar nichtje Jeanne Marie LeBosse in Pontmain in het Franse departement Mayenne regio Pays de la Loire.

## Het verhaal
Frankrijk is betrokken in de Pruisische Oorlog met Duitsland. Duitse troepen zijn bij Laval, nabij Pontmain. De broertjes Eugene (12) en Joseph Barbedette (10) zijn hun vader César aan het helpen in de schuur van de ouderlijke boerderij.

### De verschijning
Het is avond en het is al donker als Eugene eventjes naar buiten gaat, om te zien hoe laat het is op de kerkklok. Het schijnt halfzes te zijn. Hij kijkt ook even naar de sterrenhemel en bemerkt dat een heel stuk vrij is van sterren. Plots ziet hij boven het dak van het huis van Guidecoq een verschijning van een prachtige vrouwe oftewel 'une grande belle dame' die teder naar hem glimlacht. Ze is omringd door een drietal sterren. Hij roept z’n broer en vader die onmiddellijk naar buiten komen. Vader ziet echter niets behalve de drie sterren, maar Joseph ziet meteen wat Eugene bedoeld. De buurman komt ook kijken maar ziet niets.
De Dame is gekleed in een lang blauw gewaad dat bezaaid is met sterren, ze draagt ook een zwarte sluier en daarop een kroon van goud met rode bies. Ook draagt ze blauw schoeisel en heeft ze de handen iets zijwaarts gespreid. Victoire, de moeder van de twee jongens komt naar buiten maar ziet ook niets. Ze gelooft haar kinderen echter en denkt dat het de Heilige Maagd is.

### Bidden
Ze knielen allen op de grond en bidden vijf Onzevaders en vijf Weesgegroet-gebeden.
De verschijning blijft tot negen uur stilzwijgend naar de jongens glimlachen, op dat moment zijn ook andere dorpelingen waaronder pastoor]Michel Guérin op de verschijningsplaats aangekomen. De negenjarige Jeanne-Marie Lebosse en haar elf jaar oude nichtje Françoise Richer zien de verschijning ook maar de andere volwassen parochianen kunnen niets ontwaren. Op het moment dat de pastoor arriveert verschijnt er een rood kruisje links boven op de jurk ter hoogte van haar hart en er werd een mandala, een ovale krans, om de Vrouwe heen zichtbaar. Er zijn vier kaarsjes aan de binnenzijde bevestigd. Pastoor Guérin begint met de parochianen de Rozenkrans te bidden. Men kon aan het gezicht van de Vrouwe zien hoeveel ze dat waardeerde.

### Boodschappen
Onder Haar voeten ontrolt zich een verlichte banderol. Op dat ogenblik wordt de verschijning groter en het aantal sterren lijkt toe te nemen. Bij het zingen van het Magnificat, verschijnen er letters op de banderol en roepen de kinderen de woorden letter-voor-letter die worden gevormd in de lucht: ‘Mais priez, mes enfants’ (‘Bidt toch, mijn kinderen’). Daarop draagt de priester de aanwezigen op om de litanie van de Heilige Maagd te bidden en te vragen om haar wil bekend te maken. Nu verschijnen op dezelfde wijze de letters met de woorden: ‘God zal u spoedig verhoren.’ De aanwezigen blijven bidden en zingen, waaronder het 'Inviolata' en daarna het 'Salve Regina'. De kinderen ontwaren de tekst ‘Mon fils se laisse toucher’ hoog in de lucht oftewel: ‘Mijn Zoon staat voor u open’. Men bidt nog een zesde gebed ‘Moeder van de Hoop’ een plaatselijk gebed dat gezongen wordt met overtuiging: ‘Moeder van Hoop, deze naam zo lief-lijk, bescherm ons Frankrijk. Bidt, bidt voor ons’. Hierop wordt de glimlach van de Heilige Maagd nog stralender. Ze heft haar armen op en wijst even op het kleine rode kruisje, dat ze op haar hart draagt. Men bidt het zevende gebed ‘Mijn zoete Jezus’ en op dat moment als men met het 'Parce Domine' begint waarop aan de berouwvolle harten vergiffenis wordt geschonken, komt er een intens droeve uitdrukking op het gelaat van Maria. De kinderen zien een groot rood kruis en Jezus, naast de Maagd. Ze zien Onze Lieve Vrouw het crucifix in haar hand nemen en het aanbieden aan hen. Boven op het kruisbeeld is een kleine witte balk, waarop met letters van bloed: ‘Jezus Christus’.
De droefheid strekt zich ook uit over de aanwezigen, een ster schijnt zich los te maken van het firmament en begint de vier kaarsjes aan te steken, die zich rondom de Heilige Maagd bevinden. Ze kijkt naar het Kruisbeeld en de pastoor zet het ‘Avé Maris Stella’ (‘Wees gegroet, Sterre der Zee’) in met de menigte, daarop verdwijnt het bloedige kruisbeeld en neemt Maria weer de houding aan zoals in het begin. De Vrouwe spreid haar armen en de glimlach kwam terug. Op hetzelfde moment zag je twee kleine, witte kruisjes ontstaan op haar schouders. De pastoor nodigt de mensen uit om het avondgebed te bidden. Langzaam trekt een witte sluier op en verdwijnt ook de verschijning van de Heilige Maagd.

### Tot slot
De Duitse troepen rondom Pontmain trekken zich 20 km terug. Op 20 januari volgt de definitieve terugtrekking. Op 28 januari 1871 capituleert Frankrijk en wordt een aanvang gemaakt met de vredesonderhandelingen en op 10 mei 1871 wordt de vrede getekend in Frankfurt.

## Kerkelijke gunstige appreciatie
Bisschop Wicart van het bisdom Laval heeft de verschijningen in Pontmain erkend als bovennatuurlijk en authentiek. Dit gebeurde op 2 februari 1872. In 1920 bevestigde bisschop Grellier dit oordeel.